# Michaił Miejerowicz
Michaił Aleksandrowicz Miejerowicz (ros. Михаи́л Алекса́ндрович Мееро́вич; ur. 26 lutego 1920 w Kijowie, zm. 12 lipca 1993 w Moskwie) – radziecki kompozytor i pedagog. Zasłużony Działacz Sztuk RFSRR (1981).

## Życiorys
W 1942 roku ukończył studia w Konserwatorium Moskiewskimm klasie kompozycji G.I. Litinskiego i A.N. Aleksandrowa, a w 1944 roku grę na fortepianie w klasie J.I. Zaka i A.G. Rubbacha. W latach 1944–52 wykładał w Konserwatorium Moskiewskim historię muzyki, instrumentację i czytanie partytur. Autor muzyki do wielu filmów animowanych. Pochowany na Cmentarzu Wwiedieńskim w Moskwie.

## Wybrana muzyka filmowa
- 1954: Weseli łowcy
- 1963: Milioner
- 1972: Telegram
- 1973: Lisica i zając
- 1974: Czapla i żuraw
- 1975: Jeżyk we mgle
- 1976: Zając samochwała
- 1976-1982: O kotku, który miał na imię Hau
- 1978: Przygody Chomy
- 1978: Dziadek Mróz i szary wilk
- 1979: Bajka bajek
- 1984: Bajka o carze Sałtanie
- 1993: Małpki (Обезьянки, вперёд) (seria 5)